# Пам'ятник Тарасові Шевченку (Форт-Шевченко)
Пам'ятник Тарасу Шевченку — монумент, споруджений на честь українського поета, прозаїка, художника й етнографа Тараса Григоровича Шевченка в казахстанському місті Форт-Шевченко. Пам'ятник відкрито 25 травня 1997 року в парку музею-меморіального комплексу Т. Г. Шевченка.

## Історія
Відкриття пам'ятника українському поетові було не випадковим: Тарас Шевченко перебував в Казахстані у військовому засланні, в укріпленні Новопетровське на півострові Мангишлак в Мангістауській області, із забороною малювати й писати (1850—1857 роки). Тепер це казахстанське місто називається Форт-Шевченко. Всього налічується три пам'ятники українському поетові в місті Форт-Шевченко, які були встановлені в різні історичні періоди:
• У 1881 році до 20-річчя від дня смерті поета Іраклій Усков встановив біля будинку, де проживав із сім'єю, пам'ятник Тарасові Шевченку — перший на казахській землі й у світі. То був бюст на круглому постаменті, який виготовив друг Шевченка — казах Каражусуп.
• Другий пам'ятник Т. Шевченку — гіпсовий бюст — було встановлено 1 травня 1927 в міському парку. Автор — скульптор Атрау.
• Сучасний пам'ятник встановлений 25 травня 1997 року. Автор — скульптор Володимир Чепелик зобразив українського поета в солдатській формі.